# Myron Fohr
 Myron Fohr  va ser un pilot estatunidenc de curses automobilístiques nascut el 17 de juny del 1912 a Milwaukee, Wisconsin.
Fohr va córrer a la Champ Car a les temporades 1949-1950 incloent-hi la cursa de les 500 milles d'Indianapolis d'aquests anys.
Myron Fohr va morir el 14 de gener del 1994 a Milwaukee, Wisconsin.

## Resultats a la Indy 500
| Any    | Cotxe  | Sortida | Vel. mitja | Ranking | Final  | Voltes | V. líder | Retirat    |
| ------ | ------ | ------- | ---------- | ------- | ------ | ------ | -------- | ---------- |
| 1949   | 2      | 13      | 129.776    | 3       | 4      | 200    | 0        | Va acabar  |
| 1950   | 2      | 16      | 131.714    | 11      | 11     | 133    | 0        | A 5 voltes |
| Totals | Totals | Totals  | Totals     | Totals  | Totals | 333    | 0        |            |

| Curses       | 2 |
| Poles        | 0 |
| Voltes líder | 0 |
| Victòries    | 0 |
| Top 5        | 1 |
| Top 10       | 1 |
| Retirades    | 0 |

## A la F1
El Gran Premi d'Indianapolis 500 va formar part del calendari del campionat del món de la Fórmula 1 entre les temporades 1950 a la 1960.
Els pilots que competien a la Indy durant aquests anys també eren comptabilitats pel campionat de la F1.
Myron Fohr va participar en 1 cursa de F1, debutant al Gran Premi d'Indianapolis 500 del 1950.

### Palmarès a la F1
- Participacions: 1
- Poles: 0
- Voltes Ràpides: 0
- Victòries: 0
- Pòdiums: 0
- Punts vàlids per la F1: 0